# ایالت ابیا
ایالت ابیا (به لاتین: Abia State) یک ایالت در نیجریه با جمعیت ۲٬۸۳۳٬۹۹۹ نفر است که در نیجریه واقع شده‌است.